# Командование сил специального назначения Италии
Командование сил специального назначения (итал. Comando delle forze speciali dell'Esercito) — формирование специального назначения сухопутных войск Италии; соединение бригадного размера, которое отвечает за обучение, подготовку, доктринальную и процедурную разработку, а также приобретение материальных средств армейских сил специального назначения. Оперативно подчиняется Объединённому командованию сил специальных операций (итал. Comando interforze per le operazioni delle forze speciali / COFS) вооружённых сил Италии. Образовано в текущем виде 19 сентября 2014 года в городе Пиза.

## История
Командование сил специального назначения сухопутных войск Италии было создано в сентябре 2013 года в Пизе в рамках более широкой реформы вооружённых сил 2012 года, проводимой тогдашним министром обороны адмиралом Джампаоло ди Паола. Бригадному генералу Николе Дзанелли было поручено организовать и ввести в действие новую структуру. Официальная церемония образования нового воинского формирования состоялась 19 сентября 2014 года.
До создания этого нового командования итальянская армия никогда не имела военного органа, предназначенного для управления её подразделений специального назначения. Командование вступило в полную силу в феврале 2014 года. Штаб командования изначально располагался в городе Пиза, в казармах «Гамерра» (итал. Gamerra), а позже был перенесён в Сан-Пьеро-а-Градо, в лагерь «Лейтенант, кавалер Золотой медали военных заслуг Дарио Витали» (итал. Ten. MOVM Dario Vitali).
До 1 октября 2016 года Командование сил специального назначения подчинялось Генеральному штабу Сухопутных войск, с 2016 года подчиняется Объединённому командованию сил специальных операций.

## Состав
Состав на 2023 год:
 Штаб командования (Кэмп-Дарби, Тоскана)
- 4-й альпийский парашютно-десантный полк (итал. 4º Reggimento alpini paracadutisti[6], Верона)[7]
- 9-й штурмовой парашютно-десантный полк «Кол Москин»[англ.] (итал. 9º Reggimento d’assalto paracadutisti «Col Moschin»[6], Ливорно)
- 185-й парашютно-десантный полк разведки и целеуказания[англ.] (итал. 185º Reggimento paracadutisti ricognizione acquisizione obiettivi[6], Ливорно)[7]
- Учебный центр специальных операций (итал. Centro Addestramento per le Operazioni speciali)[7]
- Департамент поддержки специальных операций (итал. Reparto Supporti alle Operazioni speciali)[7]

Транспортную поддержку оказывает 3-й вертолётный полк специальных операций «Альдебаран» (итал. 3º Reggimento elicotteri per operazioni speciali «Aldebaran»), находящийся с 1 октября 2023 года в составе аэромобильной бригады «Фриули» сухопутных войск Италии.
С момента образования командования сил специального назначения в его составе присутствовал 28-й полк оперативной связи «Павия» (итал. 28º Reggimento Comunicazioni Operative «Pavia», Пезаро), который в 2022 году был переведён в состав Тактической разведывательной бригады.

## Командующие
| Звание            | Имя                                     | Начало службы    | Окончание службы |
| ----------------- | --------------------------------------- | ---------------- | ---------------- |
| Бригадный генерал | Никола Дзанелли                         | Сентябрь 2013    | 27 июня 2016     |
| Бригадный генерал | Стефано Маннино (итал. Stefano Mannino) | 27 июня 2016     | 31 июля 2017     |
| Бригадный генерал | Иван Карузо (итал. Ivan Caruso)         | 31 июля 2017     | 1 августа 2020   |
| Бригадный генерал | Пьетро Аддис (итал. Pietro Addis)       | 1 августа 2020   | 14 сентября 2023 |
| Бригадный генерал | Андреа Викари (итал. Andrea Vicari)     | 15 сентября 2023 |                  |